# Пиль (река)
Пиль (Пельц) — река в России, протекает в Марксовском районе Саратовской области. Правый приток реки Малый Караман, бассейн Волги.

## География
Пиль собирается из нескольких истоков в нескольких километрах юго-западнее села Семёновка. Течёт на запад, в овраге Пельц. У посёлка Колос запружена и выше посёлка образует большое водохранилище. Западнее Колоса поворачивает на юг и впадает в Малый Караман в 71 км выше устья последнего. Длина реки составляет 14 км.

## Данные водного реестра
По данным государственного водного реестра России относится к Нижневолжскому бассейновому округу, водохозяйственный участок реки — Волга от Саратовского гидроузла до Волгоградского гидроузла, без рек Большой Иргиз, Большой Караман, Терешка, Еруслан, Торгун, речной подбассейн реки — подбассейн отсутствует. Речной бассейн реки — Волга от верхнего Куйбышевского водохранилища до впадения в Каспий.
Код объекта в государственном водном реестре — 11010002212112100010206.